# Elvis has left the building
 Ikke at forveksle med Elvis Has Left the Building (film).
"Elvis has left the building" (på dansk: "Elvis har forladt bygningen") er en sætning, der ofte er blevet udtalt i højttaleranlæggene efter Elvis Presleys koncerter for at sprede publikum, som tøvede med at forlade salen i håb om et ekstranummer eller et ekstra glimt af Elvis. Sætningen er siden blevet en populær og velkendt punchline, som anvendes i mange sammenhænge.

## Oprindelse
Sætningen blev første gang brugt af Louisiana Hayride-promotoren Horace Lee Logan den 15. december 1956 efter en radiotransmitteret koncert i Louisiana Hayride, sendt direkte fra Municipal Auditorium, Shreveport i Louisiana, hvor han bad publikum om at forlade koncertsalen og lade være med at forsøge at se Elvis, da han allerede havde forladt stedet.
Det fulde citat var, (i dansk oversættelse):

"Okay, okay, Elvis har forladt bygningen, jeg har sagt det flere gange nu, at han har forladt bygningen, at I ved det. Han forlod scenen og gik ud bagved med vagtmanden, og han er nu gået væk fra bygningen."
Op gennem 1970'erne blev ordene udsendt på album flere gange, idet de blev udtalt af Elvis Presleys koncertarrangør Al Dvorin efter Elvis Presleys koncerter og dermed kom med på livealbummer herfra. Også nogle af Presleys korsangere brugte sætningen for at berolige publikum efter koncerterne

## Anden brug af sætningen
Sætningen er gennem tiden blevet et populært slagord og kendt punchline, der anvendes med henvisning til enhver, der har forladt et sted eller en bygning. Udtrykket kan også bruges når nogen gør en dramatisk exit, som ved afslutningen af en diskussion eller ved en heftig afgang fra et lokale.
Frank Zappa brugte udtrykket på åbningsnummeret på sit album ’’Broadway the Hard Way’’, hvor der blev ironiseret over en række kendte personer.
Sætningen er i ændret form anvendt i Dire Straits-sangen "Calling Elvis".
Under det afsluttende tema til tv-serien Frasier har Kelsey Grammer undertiden sluttet af med udsagnet "Frasier has left the building".
Sætningen er anvendt som titel på filmen Elvis Has Left the Building med bl.a. Kim Basinger, John Corbett og Tom Hanks i nogle af rollerne.